# USA:s Grand Prix 1986
USA:s Grand Prix 1986 eller Detroits Grand Prix 1986 var det sjunde av 16 lopp ingående i formel 1-VM 1986.

## Resultat
1. Ayrton Senna, Lotus-Renault, 9 poäng
2. Jacques Laffite, Ligier-Renault, 6
3. Alain Prost, McLaren-TAG, 4
4. Michele Alboreto, Ferrari, 3
5. Nigel Mansell, Williams-Honda, 2
6. Riccardo Patrese, Brabham-BMW, 1
7. Johnny Dumfries, Lotus-Renault
8. Jonathan Palmer, Zakspeed
9. Philippe Streiff, Tyrrell-Renault
10. Derek Warwick, Brabham-BMW

### Förare som bröt loppet
- Christian Danner, Arrows-BMW (varv 51, elsystem)
- René Arnoux, Ligier-Renault (46, olycka)
- Thierry Boutsen, Arrows-BMW (44, olycka)
- Andrea de Cesaris, Minardi-Motori Moderni (43, växellåda)
- Nelson Piquet, Williams-Honda (41, olycka)
- Stefan "Lill-Lövis" Johansson, Ferrari (40, elsystem)
- Teo Fabi, Benetton-BMW (38, växellåda)
- Eddie Cheever, Team Haas (Lola-Ford) (37, styrning)
- Alan Jones, Team Haas (Lola-Ford) (33, styrning)
- Allen Berg, Osella-Alfa Romeo (28, elsystem)
- Martin Brundle, Tyrrell-Renault (15, elsystem)
- Piercarlo Ghinzani, Osella-Alfa Romeo (14, turbo)
- Keke Rosberg, McLaren-TAG (12, transmission)
- Gerhard Berger, Benetton-BMW ( 8, motor)
- Alessandro Nannini, Minardi-Motori Moderni (3, turbo)
- Huub Rothengatter, Zakspeed (0, elsystem)